# Hydroporus lluci
Hydroporus lluci är en skalbaggsart som beskrevs av Hans Fery 1999. Hydroporus lluci ingår i släktet Hydroporus och familjen dykare. Inga underarter finns listade i Catalogue of Life.